# Arma contraerea
Un'arma contraerea (o arma contraerei) è un tipo di arma che dirige la sua offesa specificamente contro bersagli aerei. In tale categoria è ricompresa l'artiglieria contraerea ed altre armi di contrasto all'aviazione. Alcune armi progettate per l'uso contraereo sono state impegnate come armi controcarro, specialmente nel corso della seconda guerra mondiale (caso tipico l'88 tedesco), queste armi saranno considerate, in base al loro impiego originario, fra le armi contraeree.

## Il XX secolo ed i primi  esempi
Nel corso della guerra Italo-Turca, il giorno 23 ottobre 1911, alle ore 6:15, il capitano Carlo Maria Piazza decollava con il suo Blériot XI per effettuare una ricognizione in direzione delle linee turche. Il giorno 1º novembre dello stesso anno il tenente Giulio Gavotti lanciava quattro bombe a mano su un concentramento di truppe turche dal suo aeroplano Etrich Taube. I primi tentativi di contrastare 'aviazione si basarono sull'uso delle armi in dotazione ai soldati; in pratica gli aerei venivano presi a fucilate. Anche se il 31 gennaio 1912 la contraerea ebbe il suo primo successo, ferendo il capitano Montù con una fucilata mentre questi sorvolava le linee nemiche, ci si accorse ben presto che, per un contrasto efficace degli aerei, erano necessarie armi dedicate a questo uso.
Una cosa che fu chiara immediatamente era che le armi contraeree dovevano essere necessariamente a tiro teso, data l'elevata velocità del bersaglio, che rendeva impossibile anche immaginare di colpirlo con armi che richiedevano calcoli complicati e tiri di aggiustamento quali obici o mortai. Per questo motivo, fino all'avvento dei razzi e dei missili, tutte le armi contraeree sono state cannoni o mitragliatrici (ed alcuni di tali cannoni sono sulla linea di confine fra questi e le mitragliatrici).
Un rapporto turco sul contrasto agli aerei italiani diceva:
(Rapporto dal quartier generale turco sull'azione degli aeroplani e dei dirigibili italiani nelle operazioni attorno a Tripoli - Citato da Carlo Rinaldi. I dirigibili italiani nella Campagna di Libia. Storia Militare N° 18/marzo 1995 pag. 48)

## La prima guerra mondiale
Nel corso della prima guerra mondiale l'aviazione ebbe uno sviluppo estremamente veloce. Agli inizi della guerra l'aviazione era essenzialmente poco più di un'attività sportiva, finalizzata più alla ricognizione che ad attività realmente offensive. Alla fine, invece, si erano sviluppate tutte le specialità principali della forza aerea, che ancor oggi restano tatticamente ben definite
- caccia - destinata a contrastare le forze aeree nemiche
- ricognizione - destinata ad informare i propri comandi sulle attività del nemico
- attacco al suolo - destinata a contrastare dall'aria le truppe nemiche e ad appoggiare le truppe amiche
- bombardamento - destinata a portare la minaccia in profondità nello schieramento nemico, ed, al limite, attaccare la popolazione civile

Naturalmente, in parallelo allo sviluppo dell'offesa, si erano sviluppate anche adeguate misure difensive, sia alleggerendo le mitragliatrici per uso terrestre, in modo da poterle usare con un alzo di quasi 90°, sia studiando cannoni di calibro relativamente elevato (comunque sempre attorno ai 75 mm) con una cadenza di tiro sufficiente ad avere buone probabilità di colpire un aereo in volo. Considerando lo stato della tecnologia aeronautica dell'epoca, non dimentichiamo che il materiale strutturale più usato per gli aerei era il legno e che la struttura delle ali biplane non permetteva velocità superiori a 200 km/h; praticamente un solo colpo di cannone, anche di piccolo calibro, era sufficiente a mettere fuori combattimento anche gli aerei più robusti dell'epoca e la bassa velocità permetteva comunque di prendere la mira usando mirini ottici.

### Principali cannoni contraerei della prima guerra mondiale
Inizialmente i pezzi utilizzati contro gli aerei furono normali cannoni da campagna, montati su rampe che ne permettevano l'alzo fino ad angoli prossimi ai 90°; solo a guerra inoltrata entrarono in produzione cannoni dedicati a questo impiego specifico.
Uno dei tentativi di utilizzare cannoni da campagna in funzione contraerea fu effettuato dal Regio Esercito, che costruì installazioni di fortuna in cemento e legno per poter utilizzare in questa funzione il cannone 75/27 Mod. 1906.
Il primo tentativo francese di produrre un'arma contraerea fu il Canon de 75 mm anti aérien M.le 1915 (Cannone Antiaereo da 75 mm Modello 1915), ottenuto montando la bocca da fuoco del 75 mm Mle. 1897 su un affusto che permetteva il tiro con angoli prossimi a 90°. La stessa bocca da fuoco fu usata in funzione contraerea con un modello 1913 (autocannone) ed un modello 1917.
Il primo pezzo studiato fin dalla sua origine specificamente per il compito contraereo fu il QF 3 inch 20 cwt (Pezzo a tiro rapido da 3 pollici - 10 quintali), di calibro 76,2 mm entrato in servizio nel 1914. Con progressivi ammodernamenti fu utilizzato fino alla fine della seconda guerra mondiale, anche dai tedeschi, che denominarono i pezzi catturati (soprattutto a Dunkerque) come FlaK Vickers (e) 7,5 cm.

## La seconda guerra mondiale
Nel periodo fra le due guerre mondiali la tecnologia aeronautica ebbe uno sviluppo estremamente notevole; infatti fin dall'inizio della seconda guerra mondiale il bersaglio per le armi contraeree non erano più i biplani di legno, ma aerei monoplani con struttura metallica. Gli aerei da bombardamento plurimotori a struttura metallica erano abbastanza robusti perché un singolo colpo di un cannone di calibro 50 mm fosse sufficiente a provocare danni tali da costringerli a rinunciare alla missione; quindi il calibro dei cannoni contraerei fu aumentato (tipicamente attorno ai 90 mm) per incrementare sia il danno dovuto al singolo colpo che la gittata del pezzo (la gittata di un pezzo è la massima distanza a cui può giungere il proiettile. Nell'artiglieria contraerea è più rilevante la massima quota o altezza a cui può essere sparato il proiettile: infatti gittata e quota massima, che dipendendo entrambe dalla velocità iniziale del proietto e dall'angolo con cui viene lanciato, sono strettamente collegate).
Tuttavia questo aumento di calibro comportò anche un aumento di peso sia del cannone sia del proiettile. L'aumento di peso della bocca da fuoco comportò una maggiore difficoltà a farla ruotare nel caso che avesse dovuto seguire un bersaglio che si muovesse velocemente a bassa quota (tipicamente, un aereo che effettuasse una missione di attacco al suolo); mentre l'aumento del peso del proietto comportò una inferiore cadenza di tiro del pezzo (cioè, nel tempo in cui il cannone teneva inquadrato il bersaglio, poteva sparare un numero minore di colpi). Queste limitazioni portarono alla nascita di due diversi tipi di cannoni contraerei, con due diverse modalità di impiego: pezzi di piccolo calibro (tipicamente 40 mm) con alta cadenza di tiro, elevata mobilità tattica e possibilità di rotazioni veloci, destinati a contrastare aerei che effettuassero missioni a bassa quota, e pezzi di grosso calibro (tipicamente 90 mm) con maggiore gittata ma minore mobilità tattica e minore velocità di rotazione, destinati a contrastare aerei che viaggiassero ad alta quota.
Fu chiaro abbastanza presto che le prestazioni di questi ultimi cannoni sarebbero migliorate notevolmente se, invece di effettuare la mira con congegni ottici, questi venissero asserviti a centrali di tiro, che, data la tecnologia dell'epoca, potevano essere solo elettromeccaniche. Lo studio di queste centrali diede origine ad una nuova scienza: la cibernetica.
Leggermente diversa la situazione dei calibri per le marine, stante anche il fatto che non tutte si resero conto, prima degli anni '30, della pericolosità del mezzo aereo. Entro i primi anni '40, però, il fuoco contraereo generato da le grandi unità era uno dei più impenetrabili e terribili che un pilota potesse affrontare. In primo luogo esisteva l'artiglieria "duale" (antiaerea-antinave) garantito in genere da calibri compresi tra i 100 mm e i 130 mm, pionieri furono i giapponesi già negli anni '20 con il 127 mm (calibro standard per cacciatorpediniere, e artiglieria secondaria per il naviglio maggiore, ma diffuso anche in navi minori), anzi i giapponesi resero duale quasi tutta la loro artiglieria, ma i calibri superiori ai 140 mm (compresi) erano in grado di garantire solo un tiro di sbarramento.
Questi cannoni avevano un tiro particolarmente rapido e proiettili particolarmente pesanti, ma non erano in grado di contrastare, da soli, i bombardieri e gli aerosiluranti, furono quindi integrati (in quasi tutte le marine) con un secondo livello ed un terzo livello di armi contraeree, nel secondo erano presenti cannoni tra i 57 e i 37 mm (tipicamente 40 mm per RN e USN, sia come Vickers della prima guerra mondiale, sia come Bofors svedesi prodotti su licenza, ma molto diffusi erano anche i 37 mm), mentre nel terzo (assente invece nella marina giapponese che unificava il secondo e terzo livello con mitragliere da 25 mm) erano impiegate armi a tiro ancora più rapido con proiettili più leggeri, compresi tra i 28 e i 12,7 mm (ed occasionalmente nelle vecchie unità anche mitragliatrici di calibro minore, che si rivelarono completamente inadatte). Il secondo livello era comunque "duale" in molti casi, ovvero poteva contribuire a ingaggiare anche piccole unità nemiche (come le motosiluranti, che utilizzavano lo stesso tipo di armi in funzione duale), mentre il terzo era esclusivamente antiaereo.
Questo quadro di massima non valeva, ovviamente, per tutte le marine, molte delle quali non adottarono un pezzo duale di calibro elevato, e si affidarono a pezzi specifici tra i 65 e i 90 mm, oltre a quelli di calibro inferiore (il cui numero fu costantemente elevato durante la guerra), è questo il caso della marina italiana, in cui i pezzi da 100 mm e da 135 mm potevano agire solo come fuoco di sbarramento, mentre il 120 mm (calibro normale dei cacciatorpediniere) non aveva un alzo sofficiente per il tiro contraereo (e prestazioni balistiche inadeguate), mentre si riponeva grande fiducia nei pezzi da 90 mm e in quelli (entrati in servizio in pochissimi esemplari nel '43) automatici da 65/64 mm.

### Uso delle mitragliatrici in funzione antiaerea nella seconda guerra mondiale
I cannoni contraerei richiedevano diversi minuti (almeno una decina per un pezzo da 40 mm) per passare dall'ordine di marcia all'ordine "in batteria" (pronti al combattimento). Per questo motivo la protezione di colonne in marcia e, in genere, di tutti gli obiettivi per cui non si potesse dispiegare un'unità di artiglieria in tempo utile per la protezione e la difesa, non poteva essere assicurata da parte delle artiglierie. D'altra parte, una colonna di truppe o, comunque, un obiettivo in movimento non è un bersaglio adatto per bombardieri operanti a quote elevate, data la difficoltà di colpire con bombe a caduta bersagli che abbiano il tempo di cambiare posizione e cercare riparo (una bomba sganciata da 5000 m di quota impiega una trentina di secondi ad impattare il terreno).
Quindi l'arma più adatta per difendere bersagli mobili, o comunque che potessero essere attaccati da aerei operanti a bassa quota, era la mitragliatrice; e tale è rimasta fino all'avvento dei missili terra-aria lanciabili da veicoli o trasportabili a spalla. Le armi più usate erano mitragliatrici o cannoncini di piccolo calibro (20 mm o meno), trasportati su veicoli attrezzati a quello scopo. Potendo sparare senza essere scaricate dai loro veicoli, anche se in movimento, le mitragliatrici diventavano lo spauracchio peggiore per i velivoli che attaccassero a bassa o bassissima quota.
Le truppe tedesche usarono a questo scopo principalmente il cannoncino da 2 cm (FlaK 30 o 38) sia su affusto singolo che su affusto quadrinato (con 4 bocche da fuoco) piazzato su semicingolati medi o leggeri; praticamente su tutti gli autocarri 4 × 4 della Wehrmacht e su scafo PzKpfW IV.
Da parte alleata invece fu usata la mitragliatrice Browning M2 da 12,7 mm spesso montata su affusto binato o quadrinato, trasportata sia su autocarri che su semicingolati (M16 Multiple Gun Motor Carriage).
Il Regio Esercito utilizzò mitragliere da 20 mm (Breda 20/65 Mod. 1935 la più diffusa, in seguito accompagnata dalla Scotti-Isotta-Fraschini 20/70) su ogni tipo di autocarri: Alfa Romeo, Lancia, SPA (leggeri 36) e 38, Dovunque 35 e 41, autocarrette OM ecc.

### Principali cannoni antiaerei della seconda guerra mondiale

#### Italiani

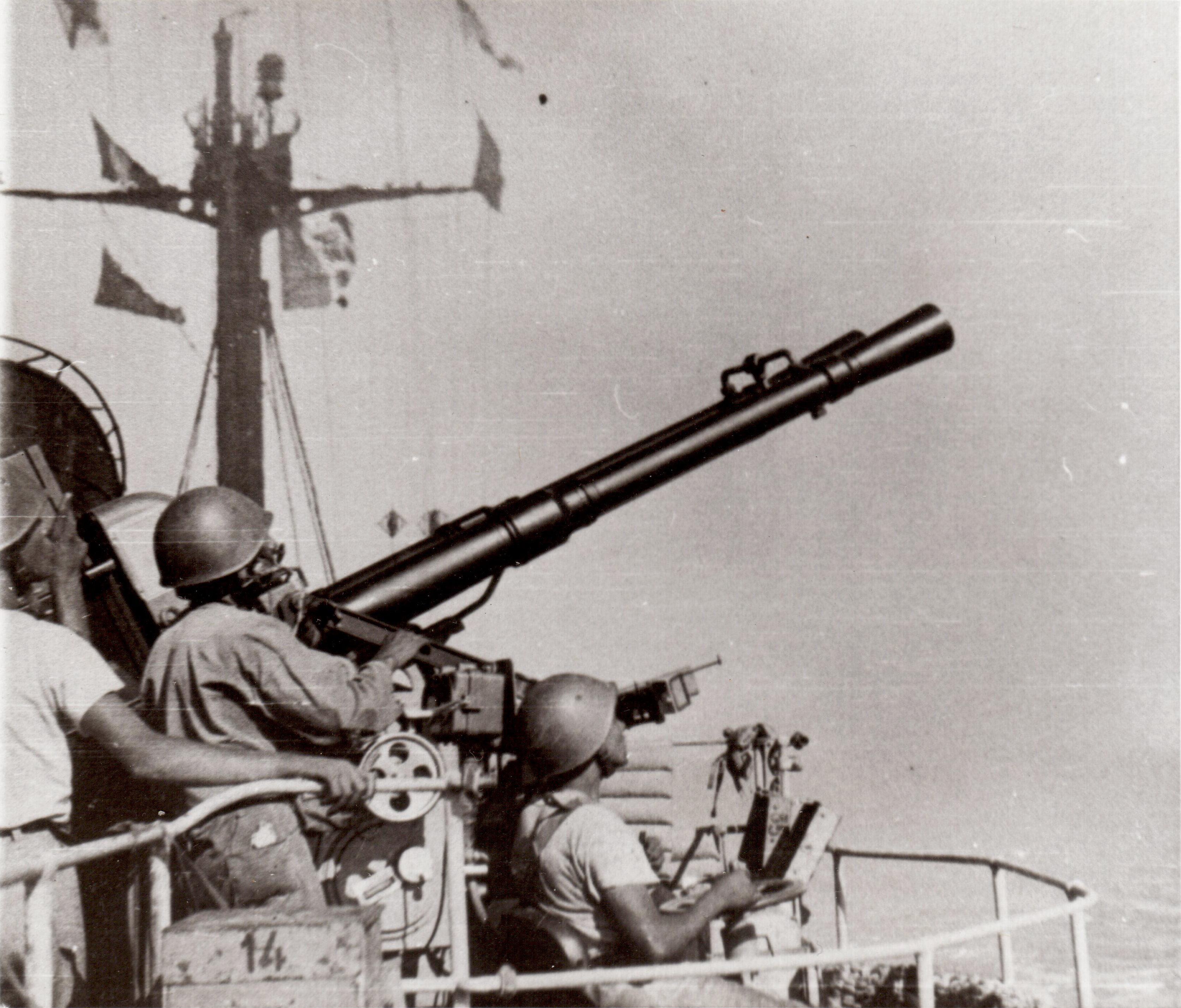
Un cannone Breda 37/54 per la difesa antiaerea su una nave della Regia Marina durante la seconda guerra mondiale

Il cannone 75/46 C.A. Mod. 1934, studiato nel 1932 e prodotto nel 1934 dall'Ansaldo, fu un pezzo solido e di caratteristiche più che dignitose. Il suo maggiore difetto fu il logorio precoce della canna dovuto alla troppo elevata velocità iniziale del proietto (850 m/s poi ridotta a 750 m/s), tale da limitarne la produzione a poche centinaia di pezzi. Operò sia sul fronte africano che su quello russo.
Il suo successore, il cannone 90/53 Mod. 1939, progettato e destinato inizialmente per la Regia Marina nel 1939, fu indubbiamente il miglior pezzo di contraerea del Regio Esercito, affidabile e potente (con velocità iniziale del proietto di 840 m/s). Nonostante che il suo successivo impiego fosse esclusivamente come pezzo contraereo, si notò ben presto la sua versatilità anche come pezzo controcarri (analogamente all'88 tedesco); pertanto sul fronte africano alcune bocche da fuoco furono montate su autocarri (particolarmente Lancia 3/RO) per tale uso.
Successivamente, nato da un progetto del dicembre 1941 e prodotto a tempo di record sempre dall'Ansaldo in 30 esemplari su 90 commissionati, nell'aprile del 1942 fu destinato anche ad essere impiegato come semovente con la denominazione M.41 da 90/53, dotato di scudo di protezione per i serventi, su scafo cingolato M14/41; sotto questo aspetto, si hanno notizie del suo impiego operativo nella costituzione del 10º Raggruppamento Controcarro (Gruppi CLXI, CLXII e CLXIII, ciascuno composto da due batterie di quattro pezzi), inquadrato nel XII Corpo d'Armata in zona Calatafimi-Salemi-Caltanissetta, nel 1943 in Sicilia nei primi giorni dopo lo sbarco alleato con funzione controcarri, oltre che come difesa costiera. In questa occasione un semovente fu catturato dalle truppe americane ed è ancora visibile all'Aberdeen Ordonance Museum (Museo Militare di Aberdeen).
Il cannone 90/53, con funzione contraerea, continuò il suo servizio nell'Esercito Italiano, sparando gli ultimi colpi nel febbraio 1970 nel poligono di Foceverde.

#### Tedeschi
Sviluppato in Svizzera, per eludere le limitazioni del Trattato di Versailles, il FlaK 18 3,7 cm (FlaK è l'acronimo per FliegerAbwehrKanone - cannone antiaereo), per un certo periodo fu chiamato Solothurn S10. Questa arma soffrì di diversi inconvenienti, che spinsero allo studio di una nuova arma dello stesso calibro (FlaK 36 3,7 cm), con le stesse prestazioni del predecessore, ma con una maggiore manovrabilità tattica. Fu utilizzato anche su semicingolati (Sd.Kfz. 6 o Sd.Kfz. 7) o su scafi Panzer IV come semovente.
Il cannone contraereo tedesco più noto di questo periodo è certamente il FlaK 18 8,8 cm (o, nella dizione più comune, l'88). Questo cannone ebbe un'evoluzione continua fino alla fine della guerra (Mod.36, Mod.37, Mod.41) e mostrò grande versatilità tattica, tanto da essere usato spesso in funzione controcarri, anche se non aveva, almeno nei primi anni di guerra, un munizionamento specifico per questo uso. Fu usato su tutti i fronti di guerra sia in reparti dell'esercito sia della Luftwaffe. La sua evoluzione portò sia al PaK 43 8,8 cm (impiego anticarro) sia al KwK 36 8,8 cm utilizzato sui carri Panzer VI Tiger I. Alcuni cannoni di questo tipo operarono anche in reparti italiani.
L'88, anche se ottimo cannone, non poteva lanciare proiettili sufficientemente potenti a danneggiare i bombardieri, a meno che il colpo non fosse precisamente a segno. Per questo motivo fu necessario progettare cannoni di calibro maggiore, in modo da poter danneggiare un aereo anche con un colpo non a segno, ma prossimo al bersaglio (near miss), nacque così il FlaK 38 10,5 cm, ben presto sostituito dal FlaK 39 10,5 cm, che aveva un sistema elettrico di trasmissione dati dalla centrale di tiro. Questo cannone fu usato praticamente solo per la difesa del territorio tedesco. Furono usati principalmente in postazioni fisse o su affusto ferroviario.
Il FlaK 40 12,8 cm era così pesante (27 t in ordine di marcia) che poté essere usato solo da postazioni fisse in prossimità di obiettivi rilevanti (Berlino e Vienna), ne furono costruiti in tutto poco più di 500 esemplari. Fu usato anche nella versione con due canne affiancate (Flakzwilling 40 12,8 cm) in una trentina di esemplari.
Nel 1935 entrò in servizio una mitragliera che doveva essere il pezzo antiaerei più diffuso in Germania nel corso della seconda guerra mondiale, si trattava del FlaK 30 2 cm, che può essere definito indifferentemente una mitragliatrice di grosso calibro o un cannone di piccolo calibro, con una cadenza di tiro elevata per un pezzo di quel calibro (280 colpi/minuto). Tuttavia si vide ben presto che questo pezzo era soggetto ad inceppamenti e che la celerità di tiro era stata resa insufficiente dall'incremento delle prestazioni degli aerei dell'epoca. Per questi motivi fu sostituito con il FlaK 38 2 cm, che rimase in servizio fino alla fine della guerra e fu il maggiore spauracchio per i piloti alleati che operavano a bassa quota. Il FlaK 38 fu prodotto anche su un affusto che supportava quattro bocche da fuoco (Flakvierling 38 2 cm). Sia il FlaK 38 sia il Flakvierling 38 furono usati come semoventi su semicingolati Sd.Kfz. 7, Sd.Kfz. 10 e Maultier.
Dopo il 1940 si iniziò la costruzione delle Flaktürme, giganteschi complessi di torri d'avvistamento e difesa antiaerea costruite nelle città di Berlino (3), Amburgo (2) e Vienna (3). Queste torri erano armate inizialmente da 10,5 cm FlaK 39, ma data la sua scarsa adeguatezza si sostituì con il maggiormente conveniente 12,8 cm FlaK 40.
Notare che i tedeschi misuravano il calibro dei cannoni in centimetri (cm), mentre gli italiani lo misuravano (e misurano) in millimetri (mm).

#### Britannici
Il 40/56 Bofors fu prodotto in Svezia e fu venduto a un gran numero di paesi. L'alta velocità iniziale del pezzo ed il calibro più che adeguato contro gli aerei dell'epoca (40 mm) fecero in modo che la licenza di costruzione per questo pezzo fosse richiesta, prima dello scoppio della guerra, da molti paesi europei (Finlandia, Grecia, Norvegia, Polonia, Ungheria). Dal 1940 in poi i maggiori costruttori di questi cannoni furono la Gran Bretagna (Gun AA MK I) e gli Stati Uniti (Gun M1 40 mm). Un certo numero di pezzi fu prodotto in Norvegia ed utilizzato dalla Luftwaffe come FlaK 28 4 cm (Bofors). Questo pezzo fu prodotto anche dopo la guerra e fu utilizzato anche in Italia fino all'inizio degli anni '80, sia, inizialmente, come Bofors 40/56, sia successivamente nella versione potenziata prodotta su licenza dalla Breda (Breda-Bofors 40/70). Diversi semoventi usarono questo pezzo come bocca da fuoco, in particolare il Sergente York, prodotto negli Stati Uniti nella prima metà degli anni '80.
Il pezzo Ordonance QF 3 in 20 cwt all'inizio della seconda guerra mondiale era ancora un pezzo valido, tuttavia nell'evacuazione da Dunkerque furono persi tutti i pezzi inviati in Francia con il Corpo di Spedizione Inglese (BEF - British Expeditionary Force), quindi fu necessario sostituirlo con l'Ordonance QF 3.7 in (Pezzo a tiro rapido da 3.7 pollici) (94 mm), progettato nel 1936. Mentre la bocca da fuoco fu subito chiaramente valida, l'affusto dovette essere riprogettato, tanto che la versione finale fu il Mk III (Modello III). Nel corso della guerra fu gradualmente sviluppato in modo tale da poter essere asservito ad un sistema di puntamento centralizzato. Nonostante vari tentativi non fu mai possibile utilizzarlo efficacemente come pezzo controcarri. Rimase in servizio nell'Esercito Britannico (Royal Army) fino agli anni '50.
L'Ordonance QF 4.5 in AA Mk II (pezzo a tiro rapido da 4.5 in contraerea modello II) di calibro 113 mm nacque come cannone navale, e la Marina Britannica (Royal Navy) lo cedette alla Royal Army solo a malincuore. Fu usato solo in postazione fissa dato che, in batteria, pesava più di 16 t ed ogni colpo pesava quasi 40 kg.
Gli inglesi misuravano il calibro in pollici (1 pollice (inch) = 25.4 mm) o in libbre.

#### Statunitensi
L'M1 Antiaircraft Gun 37 mm fu sviluppato nel 1934 da un progetto di John M. Browning del 1921 e nel 1940 entrò in produzione. Fu abbandonato ben presto a favore del Bofors 40/56, e usato principalmente come cannone navale e su semicingolati M3 o M5.
Nel corso della prima guerra mondiale gli Stati Uniti progettarono un cannone contaerei da 76.2 mm (3 in) partendo da un pezzo navale; questo si dimostrò estremamente difficile da costruire, tanto che la sua progettaziuone si prolungò per tutta la prima metà degli anni '20. A quel punto, considerando lo sviluppo aeronautico dell'epoca, fu necessario riprogettarlo; nasceva così M3 Antiaircraft Gun 3 in, che comunque, a causa delle difficoltà di messa in batteria per la complessità dell'affusto, fu ben presto relegato all'addestramento fino alla fine delle scorte di munizioni. Le canne, munite di nuovi otturatori e ovviamente montate su nuovi affusti, furono impiegate con funzione anticarro (Antitank Gun M5 76.2 mm).
Il fallimento sostanziale del cannone M3 da 76.2 mm spinse i progettisti statunitensi a progettare un nuovo pezzo aumentando fra l'altro il calibro, che fu portato a 90 mm: nacque così l'M1 Antiaircraft Gun 90 mm. Questo pezzo partecipò a tutta la seconda guerra mondiale, sia in Europa sia nel Pacifico, e fu sostituito dal modello M2 che era in grado di sparare fino a 27 colpi al minuto; infine, nel 1944, fu il primo cannone a sparare proiettili muniti di spoletta di prossimità (cioè proiettili in grado di esplodere appena giunti a distanza utile dal bersaglio).
Già nel 1918 era iniziato lo studio di un'arma contraerea pesante, l'120 mm M1, utilizzante una granata separata dal cartoccio-bossolo a causa dei pesi che altrimenti sarebbero risultati eccessivi (solo la granata pesava 22,5 kg), considerando anche la celerità di tiro pari a 10 colpi al minuto. Questo cannone non operò mai in condizioni di impiego reale, dato che l'unica batteria inviata fuori dagli Stati Uniti fu stanziata nell'Irlanda del Nord.

#### Sovietici

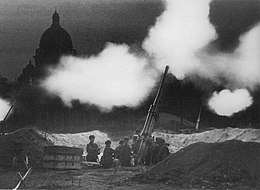
il cannone contraereo sovietico KS-12 in azione durante l'assedio di Leningrado

Il principale cannone antiaerei sovietico fu il KS-12 o Modello 1939 85 mm, fino alla sua sostituzione nel 1944 con il KS-18 o Modello 1944 85 mm. Furono usati anche in funzione controcarri, come l'88 tedesco, e quelli catturati dai tedeschi furono denominati 8,5 cm Flak M39(r); alcuni furono ritubati per poter sparare i proiettili tedeschi da 88 mm (8,5/8,8 cm Flak M39(r)). Questi cannoni parteciparono attivamente ancora alla Guerra del Vietnam, asserviti a centrali di tiro elettroniche. In funzione controcarri è stato utilizzato sul semovente corazzato SU-85.

#### Giapponesi
Il principale cannone contraereo giapponese fu il 75 mm Type 88, entrato in servizio nel 1928; fu superato in breve tempo dall'evoluzione delle caratteristiche degli aerei. Nel corso della seconda guerra mondiale fu praticamente impotente, dato che la gittata non gli permetteva di impegnare i bombardieri statunitensi (particolarmente i Boeing B-29 Superfortress) che operavano a quote superiori alle sue possibilità. Per ovviare a questo inconveniente furono usati cannoni navali modificati, ma con risultati abbastanza deludenti.

### Uso tattico delle armi contraeree
Nel corso della seconda guerra mondiale la teoria di impiego della difesa contraerea fece un sensibile passo in avanti, particolarmente in Germania data la mole degli attacchi di bombardieri strategici sul suolo tedesco. I bombardamenti aerei degli Alleati sulla Germania venivano condotti da formazioni serrate di bombardieri quadrimotori, tipicamente Boeing B-17 Flying Fortress e Consolidated B-24 Liberator USA e Avro Lancaster britannici. Queste formazioni serrate potevano o no essere scortate da caccia. Sull'obiettivo si effettuava un bombardamento d'area, cioè si cercava di saturare di bombe una certa area in cui era compreso l'obiettivo della missione. Questo fatto implicava, naturalmente, che la formazione doveva arrivare compatta sul bersaglio; un arrivo scaglionato di gruppi limitati di aerei portava ad una dispersione dei colpi che riduceva notevolmente l'efficacia bellica dell'attacco e la probabilità stessa di danneggiare l'obiettivo. Per questo lo scopo primario della difesa contraerea era quello di scompaginare le formazioni avversarie, mentre l'abbattimento del singolo aereo era un fatto secondario. Si deve comunque notare che un aereo rimasto isolato dalla formazione, particolarmente in missioni condotte in profondità nel territorio nemico in cui non era possibile fornire un'adeguata scorta di caccia, diventava una preda molto più facile per gli intercettori tedeschi. Per questo motivo la contraerea tedesca, operando in stretto contatto con gli aerei da caccia (notare che anche l'artiglieria contraerea dipendeva dalla Luftwaffe, così come la componente aerea della difesa) praticamente aveva la funzione primaria di impedire agli aerei di arrivare in gruppo sull'obiettivo.

## Il secondo dopoguerra
Verso la fine della seconda guerra mondiale comparvero quelli che sarebbero stati i protagonisti dei duelli fra cielo e terra negli anni successivi: l'aereo con propulsione a getto e il razzo. Gli aerei con propulsione a getto (o aerei a reazione, come si dice comunemente) portarono la velocità del bersaglio a valori impensabili nella seconda guerra mondiale; inoltre la presenza di armamenti nucleari fra i carichi trasportabili da aerei imponeva al difensore di distruggere tutti gli incursori prima ancora che giungessero a portata di lancio sul bersaglio. Questa evoluzione tattica dell'attacco aereo comportò un'evoluzione tattica parallela della difesa contraerea, che divenne una difesa di sbarramento integrata a diversi livelli
1. missili a lungo raggio: lo scopo era quello di scompaginare le formazioni attaccanti, in modo tale che non potessero più operare in modo coordinato, vanificando la reciproca copertura col fuoco degli aerei adiacenti
2. intercettori: gli aerei da caccia intervenivano in modo da distruggere praticamente tutti (o quasi) gli aerei attaccanti
3. missili a medio raggio: lo scopo era quello di impegnare gli aerei nemici che tentavano di sottrarsi alla mischia o che riuscivano a sfuggire alla caccia amica
4. artiglieria e missili a breve raggio: dovevano effettuare la difesa di punto su obiettivi particolarmente sensibili, per difenderli dai vettori nemici che fossero sfuggiti allo sbarramento precedente.

I missili a lungo raggio in genere erano su basi fisse, date le loro dimensioni ed il loro peso. Invece i missili a medio e breve raggio generalmente erano lanciati da rampe mobili o, in alcuni casi, addirittura portati a spalla dal singolo soldato. Queste armi (artiglierie e missili), in genere, si basavano sull'acquisizione e l'inseguimento del bersaglio da parte di radar, ed erano quindi asservite a centrali di tiro. L'uso dei mirini ottici (praticamente solo per l'artiglieria ed i missili a breve raggio) era limitato ad impieghi di emergenza, nel caso che la centrale di tiro non fosse in grado di operare.

### Cannoni contraerei
Nel corso della guerra fredda sono stati prodotti molti modelli di cannoni contraerei, generalmente standardizzati su calibri fra i 20 ed i 40mm. Quelli indicati di seguito sono solo quelli considerati i più significativi.

#### Cannoni su affusto trainato

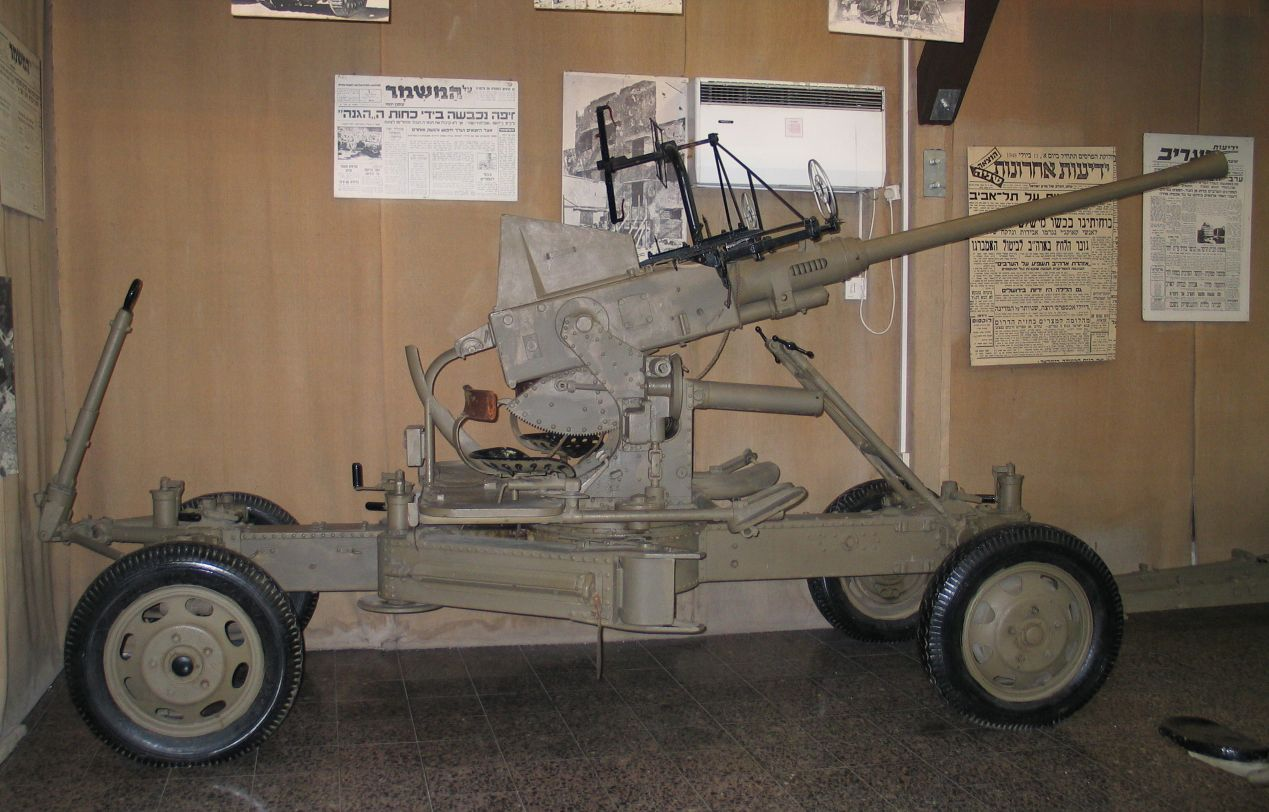
Cannone contraereo Bofors 40/56 in ordine di marcia (IDF)

Gli Stati Uniti verso la fine della seconda guerra mondiale svilupparono un pezzo da 75 mm, studiato in funzione dell'impiego della spoletta di prossimità, denominato Gun M51 75 mm Skysweeper, che fu il pezzo standard per la protezione contraerea delle unità statunitensi per tutti gli anni '50.
Lo stato di Israele si è trovato impegnato in diverse guerre dal 1948 (anno della sua creazione da parte dell'ONU) fino al 1981, e la componente aerea ha avuto un peso notevole in tutti gli eventi. Per questo il problema della difesa contraerea è molto sentito in quella repubblica, che ha prodotto quindi armamemti anche per il proprio esercito. In particolare l'arma contraerea leggera più diffusa alla fine della seconda guerra mondiale era il complesso quadruplo M55 su 4 mitragliatrici Browning 12,7 mm, ma, con il passare del tempo, questa arma divenne rapidamente obsoleta a tal punto che in Israele si studiò il modo di sostituire le armi da 12,7 mm con armi di calibro più elevato; nacque così il TCM-20, praticamente un affusto di M55 che montava due cannoncini Hispano Suiza HS 404 da 20 mm di calibro al posto delle quattro Browning.
La Francia per le sue forze terrestri ha prodotto un cannoncino contraereo ad elevata cadenza di tiro, designato Type 53 T2 Tarasque da 20 mm; questo cannoncino può essere manovrato da un solo servente ed è utilizzato sia come arma trainata che come portee, cioè che spara dal cassone di un autocarro. È utilizzato anche su affusto binato per la difesa dei sistemi di missili antiaerei a lunga gittata.

#### Cannoni su affusto semovente
Ancora prima della fine della seconda guerra mondiale negli Stati Uniti erano iniziati gli studi per creare un mezzo semovente (T65) che portasse due bocche da fuoco Bofors 40 mm in torretta aperta su uno scafo derivato dall'M4 Sherman. Da questo mezzo, che non superò mai lo stadio di prototipo, fu ricavato il M19A1 40 mm Gun Motor Carriage (Cannone Semovente M19A1 da 40 mm) che, invece che dallo scafo dell'M4 Sherman, utilizzava uno scafo derivato dall'M24 Chaffee. Questo mezzo, nato negli anni '50 rimase in servizio fino agli anni '80.
Nel corso degli anni si rivelarono due pesanti punti deboli del semovente M19: il primo era che i cannoni Bofors 40/56, per quanto ottimi per tutta la seconda guerra mondiale e per la guerra di Corea diventavano obsoleti se confrontati con le prestazioni degli aerei più moderni; il secondo punto debole era che ormai tutti i veicoli NATO dovevano essere in grado di operare in ambiente NBC (armi di distruzione di massa), cioè sotto la minaccia di un'offesa nucleare, biologica o chimica, per cui non si poteva più accettare il concetto di torretta aperta. Mentre il primo punto era già superato praticamente con lo sviluppo della bocca da fuoco Bofors 40/70, la progettazione di una torretta che permettesse l'alzo dei pezzi almeno fino a 85° e contemporaneamente fosse a tenuta in modo da garantire la protezione NBC non era un problema dei più semplici. Quindi il successore dell'M19 vide la luce solo negli anni '80, con un costo che era triplo di quello di un carro armato dell'epoca: si trattava dell'M247 Sergeant York, un semovente con torretta chiusa contenente due pezzi Bofors 40/70, la centrale di tiro collegata al radar di inseguimento ed un secondo radar per l'acquisizione dei bersagli, su scafo derivato dal carro M48 Patton. Lo sviluppo di questo mezzo fu interrotta dopo solo cinque anni (1985) con la cancellazione del programma.
Nel periodo necessario allo sviluppo dell'M247 Sergeant York il compito di difesa ravvicinata degli obiettivi mobili fu svolto dal semovente M163 20 mm Vulcan, che praticamente era un cannoncino Vulcan (a canne rotanti con una cadenza di tiro che può raggiungere i 3000 colpi al minuto) montato su uno scafo M113 insieme ad un radar telemetrico e ad un congegno di puntamento automatico. Questo veicolo praticamente è rimasto in servizio per tutti gli anni '90.
L'Unione Sovietica sviluppò diversi tipi di semovente contraereo, inizialmente usando un cannone da 57 mm binato (ZSU 57-2) su scafo del carro T-34, successivamente montando una torretta con 4 pezzi da 23 mm ed un radar di controllo del tiro sullo scafo del carro PT-76 (ZSU 23-4 Shilka). Entrambe queste armi operarono appoggiando le truppe del Vietnam del Nord nel corso della Guerra del Vietnam; tuttavia, data la grande superiorità aerea statunitense, non ottennero risultati determinanti.
Nella [[<guerra del Vietnam]], il Vietnam del Nord usò anche un mezzo di produzione cinese, il Tipo 63, che utilizzava un complesso binato da 37 mm a puntamento ottico ed in torretta aperta, su scafo del T-34.

## Dalla guerra fredda ad oggi

### Cannoni contraerei navali
Sono stati studiati diversi complessi, generalmente binati o quadrinati, per la protezione di unità navali da attacchi aerei ravvicinati, come il sistema EMERLEC-30, completamente automatico su due bocche da fuoco Oerlikon da 30 mm, adatto particolarmente a mezzi navali leggeri. Molto simile a questo è il sistema LS-30, sempre su due bocche da fuoco da 30 mm, sviluppate da RARDE (Royal Armament Research A Development Establishment) britannico.
In Italia vengono prodotti dalla OTO Melara i cannoni antiaerei navali da 76/62 Rapido e Super rapido che equipaggiano molte navi di diverse marine, naturalmente i moderni cannoni antiaerei sono automatici e hanno una cadenza di tiro dell'ordine un colpo al secondo, la OTO produce anche dei cannoni a doppio uso in calibro 127 mm.
Alla fine della guerra fredda comparve una nuova specialità contraerea: il missile antimissile (ABM). Questa nuova difesa era orientata a proteggere gli obiettivi più rilevanti dal punto di vista strategico dagli attacchi con missili balistici intercontinentali. Nel 2002 il trattato di limitazione degli ABM, firmato a Mosca nel 1972, è stato abbandonato dagli Stati Uniti.

### Missili terra-aria e nave-aria
A partire dagli anni '60 i cannoni sono in via di sostituzione con i missili terra aria, sia in campo NATO che in campo Patto di Varsavia; per maggiori informazioni su queste armi si rimanda alla voce specifica.
Il principale vantaggio dei missili nei confronti dei cannoni è la loro capacità di essere diretti (missili a guida radar) o di autodirigersi (missili a guida con infrarossi) sul bersaglio e la maggiore mobilità tattica dei missili lanciabili da veicoli leggeri (SA-9 'Gaskin') o addirittura trasportabili a spalla dal singolo fante (Stinger). O anche nave-aria come gli Aspide.
Restano comunque dominanti per le bassissime quote i cannoncini di calibro 20–25 mm.